# Degeberga
Degeberga és un poble de Suècia situat a la municipalitat de Kristianstad que el 2020 tenia 1.325 habitants. Es troba a 22 km de Kristianstad. Hi ha la cascada més alta d'Escània.